# Marina Heredia
Marina Heredia Ríos (Granada, 10 de abril de 1980) es una cantaora de flamenco española.

## Biografía
Nacida en el barrio del Albaicín, hija del cantaor Jaime Heredia "El Parrón", y nieta de Rosa Heredia La Rochina, matriarca gitana que en 2001 fue premiada por el Ayuntamiento de Granada por “su contribución para convertir la zambra en un hito cultural”. Comenzó bailando en la escuela de Mariquilla, con las bailaoras Maite Galán y Angustilla. Con 12 años debutó como cantaora en el espectáculo de inauguración del Palacio de Congresos de Granada que encargaron a su padre. Visitará luego los escenarios de Portugal, Francia y Suiza, con la compañía de la bailaora “La China”, y de Inglaterra con el espectáculo El Legado Andalusí.
Después llegaron las colaboraciones con gitanos de Pakistán y Hungría dentro del Festival Madrid Sur (1995), las actuaciones en el festival de rock Espárrago (1998), los estrenos con María Pagés de las canciones de Federico García Lorca, la presentación de la obra Banderillas de Tiniebla, de  José María Gallardo, en el Festival de la Guitarra de Córdoba y en la X Bienal de Flamenco de Sevilla (1998), marco donde también colaboró en las actuaciones de la bailaora Eva Yerbabuena, en su espectáculo Eva.
El 19 de abril de 1999, Marina estrenó en la Bienal de Múnich (después en 20 conciertos más en Bélgica, Holanda, Luxemburgo y España) la ópera De Amore, del músico Mauricio Sotelo, con libreto de Peter Mussbach, donde Marina cantaba flamenco también en inglés y alemán. De nuevo en España, colaboró con Miguel Ángel Cortés, y, dentro del Circuito Joven de Flamenco de Andalucía, en el programa La Aventura del Flamenco en los trasnoches del Festival Internacional de Música y Danza de Granada. También participó en el XVII Festival Internacional de Música de Ayamonte, en el IV Ciclo Flamenco A corazón abierto (Madrid), junto a Arcángel, o en el concierto benéfico por las mujeres afganas, en Sevilla, organizado por la Unesco. En el año 2000 estuvo presente en el I Festival de Otoño de Granada y en el Festival Grec de Barcelona, y grabó su primer disco Me duele, me duele, producido por Pepe de Lucía.
Entre 2001 y 2002 participó en el V Festival de Jerez (Cádiz), en la Feria Mundial del Flamenco (Sevilla), en el IX Festival Flamenco del Palau de la Música (Valencia), en la segunda edición del festival benéfico de la Fundación Gomaespuma Flamenco Pa Tós (Madrid), en el X Festival Flamenco Caja Madrid (Madrid), en el XXXVI Festival Flamenco de Almería (Almería) o, nuevamente, en el Festival Internacional de Música y Danza de Granada, con el espectáculo Flamenco a voces.En el II Festival Flamenco de Nueva York, ilustrando una conferencia del crítico y flamencólogo Ángel Álvarez Caballero. En el VII Encuentro de Mujeres Poetas, organizado por asociación cultural Verso Libre (Granada); en el espectáculo Maya, el flamenco de un marginado, de José Andrés Maya, en el Teatro Nuevo Apolo (Madrid). Y como vocalista para la reposición de la obra de Manuel de Falla El amor brujo, en el Teatro de la Maestranza de Sevilla, y posteriormente en otras capitales.
En 2003 participa en la Feria Internacional de Turismo, actuando como representante de Granada y en la Feria Mundial del Flamenco, en el Palacio de Congresos y Exposiciones de Sevilla. Viaja a la ciudad marroquí de Essaouira para cantar en el Primer Festival Internacional de las Andalucías, junto al grupo Ketama, y deja ver de nuevo su lado más solidario en un concierto benéfico organizado por Miguel Ríos en el Palacio Municipal de Deportes de Granada.
En 2004, grabó el himno de Andalucía junto a artistas como Paco de Lucía, José Mercé o Enrique Morente. Asimismo, colabora con la coreógrafa y bailarina Blanca Li para la interpretación personal de El amor brujo, obra que se estrena tanto en Francia como en Granada, en el Palacio Carlos V, dentro del Festival Internacional de Música y Danza de Granada. Y en junio del mismo año forma parte del cartel del XLVIII Potaje Gitano de Utrera (Sevilla), que en esa edición rinde homenaje al cantante Alejandro Sanz. Aquel año, Marina recibió el Premio Andalucía Joven de las Artes, que otorga el Instituto Andaluz de la Juventud.
Al año siguiente  participó en 45.º Festival del Cante de las Minas (Murcia), canta en la 23ª Edición Jueves Flamencos de Caja Madrid y en el Festival Flamenco viene del Sur, en Sevilla; en el espectáculo inaugural de la XIV Bienal de Flamenco, en el Teatro Lope de Vega de la capital hispalense.n el VI Festival Flamenco Pa Tós (Madrid). La voz del agua fue el título de su segundo trabajo discográfico publicado en un sello propio. En él musicalizaba poemas de Rafael Alberti, José Bergamín y Manuel Benítez Carrasco, y una visita cultural al tango argentino que popularizó Carlos Cano, el “Tango de las madres locas”, un homenaje a las madres de la Plaza de Mayo de Argentina.
En 2008 montó Con-Vivencias, dentro del Festival Internacional de Música y Danza de Granada, con la cantante marroquí Amina Aloui, para tender un puente entre el flamenco y la música tradicional árabe-gharnati, un acercamiento entre la tradición andalusí y la gitana, surgido de un encuentro en la Escuela de Estudios Árabes, en Granada. Ese año viajaría a Sabadell (Barcelona) para el Festival 30 Nits, y a Murcia para el XXIX Festival Flamenco Lo Ferro, y a Ciudad Real para el XXVIII Festival Nacional de Arte Flamenco Valdepeñas, y a Madrid al Festival por Tarantos. También cantó en el Lilian Baylis Theatre, en el VIII Flamenco Festival. Crea asimismo su propio espectáculo: Cancionero del Sacromonte, que estrenó en el Festival Internacional de Música y Danza de Granada. Ese mismo año se desplazó hasta las ciudades de Zúrich (Suiza) y Montevideo (Uruguay) para representar de nuevo El amor brujo de Manuel de Falla. Y participó en el musical A un Musical de Nacho Cano, en el tema “La codicia mata el alma”.
El 7 de mayo de 2010 Marina Heredia presentó Marina en el Palacio de Exposiciones y Congresos de Granada, Y el 2 de octubre de 2010 en el Teatro Lope de Vega, dentro de la XVI Bienal de Flamenco de Sevilla. Ese año también viajó a Francia, para ofrecer un recital de corte clásico en el Instituto Cervantes de París, y a Nueva York y Washington, donde forma parte del cartel del X Festival Flamenco junto con la Orquesta Chekara.
Entre otros eventos en los que ha participado pueden citarse: el 44.º Festival Flamenco de Almería; el Festival Flamenco de San Roque y el Festival Al Kalat (Cádiz); el XXXVI Festival Flamenco Castillo del Cante de Ojén (Málaga); el XVI Festival Embrujo de Luna Mora (Carratraca, Málaga); el Festival Flamenco Algurugú (Sevilla); la XXVIII Noche Flamenca de Villa de Alhaurín el Grande (Málaga); la XLII Reunión de Cante Jondo (Puebla de Cazalla, Sevilla); el XVIII Festival Flamenco de San Pedro del Pinatar (Murcia); la XII Muestra de Flamenco de Los Veranos del Corral (Granada); en el Teatro de la Zarzuela de Madrid, en el ciclo Ellas Crean, para conmemorar el Día Internacional de la Mujer; en el VI Ciclo Flamenco y Poesía de Málaga; en la I Velada de Flamenco y Toros, en la que cantó junto a su padre y Manuel Lombo, en el Coliseo Atarfe de Granada. 
En febrero de 2011, la Crítica Nacional de Flamenco le otorgaría a Marina el Premio al Mejor Disco de Cante Flamenco 2010. Ese año participó en Tampere (Finlandia) en el XVI Festival Flamenco de Tampere.
De regreso a España, colabora con la Compañía Sánchez Cortés de Antonio de Verónica en el concierto benéfico “Flamenco y Arena” que tiene lugar en la plaza de toros La Malagueta (Málaga). Ese verano forma parte del cartel del VIII Ciclo Poesía y Música en el Laurel (Granada), del XLII Festival de Cante Flamenco de Campillos (Málaga), del XLII Festival Flamenco “Lucero del Alba” (Salobreña, Granada), del XLV Festival de Cante Grande "Fosforito" (Puente Genil, Córdoba), del IV Festival Noches de Luna y Flamenco (Níjar, Almería). Con el fallecimiento del guitarrista Manuel Moreno Junquera, conocido como Moraíto Chico, se le homenajea en Jerez en la XLIV Fiesta de la Bulería (Jerez de la frontera, Cádiz) y en Madrid en un concierto especial.
A principios de 2012 viaja a San Francisco (California) para actuar con la Sinfónica de San Francisco, en la interpretación del ballet flamenco El amor brujo de Manuel de Falla, dirigido por el director granadino Pablo Heras Casado. También participó en los festivales flamencos de Zaragoza, en el Ciclo BBK de Bilbao, junto al polifacético Luis Eduardo Aute, y en el Festival del Cante de las Minas (Murcia).

## Discografía

### Discografía propia
- Me duele, me duele (2001)
- La voz del agua (2007)
- Marina (2010)
- A mi tempo (2013)
- Capricho (2021)

### Colaboraciones
- Malgré La Nuit (1994)
- Patriarca. Miguel Ángel Cortés (1999)
- La Maestranza. José María Gallardo (1999)
- Tengamos la fiesta en paz. VV.AA. (2000)
- Folk. Howie B (2001)
- El sueño ligero. Raúl Alcover (2002)
- Homenaje a Jeros. VV.AA. (2002)
- Por Camarón. VV.AA. (2002)
- Pan con aceite y azúcar. Jaime Heredia "Parrón" (2007)
- Una guitarra en Granada. Juan Habichuela (2007)
- A un Musical de Nacho Cano. Nacho Cano (2009)
- Tango. Mano a mano con. José Manuel Zapata (2010)
- LVBNA. Mónica Naranjo (2016)
- Quiero. dueto con Manuel Lombo para el disco LOMBO POR BAMBINO (2017)

### Apariciones en recopilatorios flamencos
- Flamenco PA'TOS. VV.AA. (2001)
- Las 101 canciones más flamencas. VV.AA. (2001)
- Mucho Flamenco (2CD). VV.AA. (2002)
- Pa saber de flamenco. VV.AA. (2003)
- Flamenco (3CD). (2003)
- El Flamenco es Universal (2CD). VV.AA. (2003)
- Sabor Flamenco 2003. VV.AA. (2003)
- Flamenco Woman. VV.AA. (2004)
- Pa saber de flamenco 2. VV.AA. (2004)
- El flamenco es universal. Vol 2. VV.AA. (2004)
- Rumba y compás. VV.AA. (2006)
- Flamencópolis. VV.AA. (2006)
- Sabor Flamenco 2006. VV.AA. (2006)
- Pa saber de tangos. VV.AA. (2008)
- Habas contadas (2CD). Juan Habichuela (2009)

## Espectáculos
- Recital de Corte Clásico (2001-2013)
- La voz del agua (2007)
- De Graná, junto a Pepe Habichuela. Jueves Flamencos (2008)
- Cancionero del Sacromonte (2009)
- Marina (2010)
- La música de los espejos, junto a Luis Eduardo Aute (2008-2013)
- A mi tempo (2012)
- El Amor Brujo, de Manuel de Falla (2003-2013). Conciertos de Repertorio de Música Clásica.

## Filmografía y DVD’s
- En nombre del padre. Dominique Abel. (2001). Producción de Idéale Audience
- Sabor Flamenco 2003. VV.AA. (2003)
- Flamenco para niños. Silvia Marín (2007)
- El cajón flamenco de Paquito González. Paquito González (2009)

## Televisión
- Buscando a Lorca. Canal Sur (1998)

## Reconocimientos
- 2004 Premio Andalucía Joven a las Artes
- 2010 Premio Mejor Disco de Cante Flamenco 2010 por Marina, por la Crítica Nacional de Flamenco
- 2013 Premio Mejor Espectáculo de Música 2012 por A mi Tempo por la crítica de “El Cultural” de El Mundo